# هالكوت (نيويورك)
هالكوت (بالإنجليزية: Halcott, New York)‏ هي بلدة أمريكية تقع في الولايات المتحدة في نيويورك (ولاية). يقدر عدد سكانها بـ 258 نسمة .

## أعلام
- بين كروسبي